# Eva Thalén
Eva Susanne Thalén Johansson, ursprungligen Johansson, född 18 augusti 1983 i Angereds församling i Göteborgs och Bohus län, är en svensk jurist och utbildnings-/organisationsutvecklare.
Eva Thalén har länge varit engagerad inom utbildningsfrågor. Under studietiden på Hvitfeldtska gymnasiet i Göteborg var hon ordförande för gymnasiets elevkår och skapade dessutom sin egen personliga studieplan där i protest mot vad hon såg som ineffektivitet i den gängse undervisningsmodellen. Hon har även haft förtroendeuppdrag i Hvitfeldtskas alumniförening. Efter gymnasietiden var hon under några år generalsekreterare och verksamhetschef för Västsveriges Elevrådssamarbete och arbetade med elevkårerna i Västra Götalands län och Göteborgs Stad Utbildning. År 2001–2002 var hon ledamot av styrelsen för Sveriges Elevkårers Centralorganisation (SECO) och 2006–2007 dess förbundsordförande. Hon har därefter arbetat inom centralorganisationens företag.
Under studierna av juridik på Handelshögskolan vid Göteborgs Universitet grundade hon 2010 Juridiska bildningsklubben (JBK) i anslutning till universitetet för vidare bildning, möten, programverksamhet för studenter, lärare och aktiva inom den juridiska professionen. För detta tilldelades hon 2012 Längmanska kulturfondens Franke-stipendium och även IRIS-stipendiet 2013. Hon har sedan studerat teoretisk filosofi vid Göteborgs Universitet och verkat som assisterande lärare på Juridiska institutionen. Hon var utbildningsansvarig vid Handelshögskolans i Göteborg studentkår 2014–2015.